# Giorgi Popkhadze
Giorgi Popkhadze (in georgiano გიორგი ფოფხაძე?; Tbilisi, 25 settembre 1986) è un ex calciatore georgiano, di ruolo difensore.

## Carriera

### Club
Debutta da professionista con lo Dinamo Tbilisi, per poi trasferirsi in Danimarca al Viborg, con cui colleziona 74 presenze.

### Nazionale
Ha debuttato con la maglia della nazionale georgiana nel 2006.

## Palmarès

### Club

#### Competizioni nazionali
- Campionato georgiano: 2

Dinamo Tbilisi: 2004-2005
Zest'aponi: 2010-2011
- Supercoppa di Georgia: 1

Dinamo Tbilisi: 2005